# OZ (Musikproduzent)

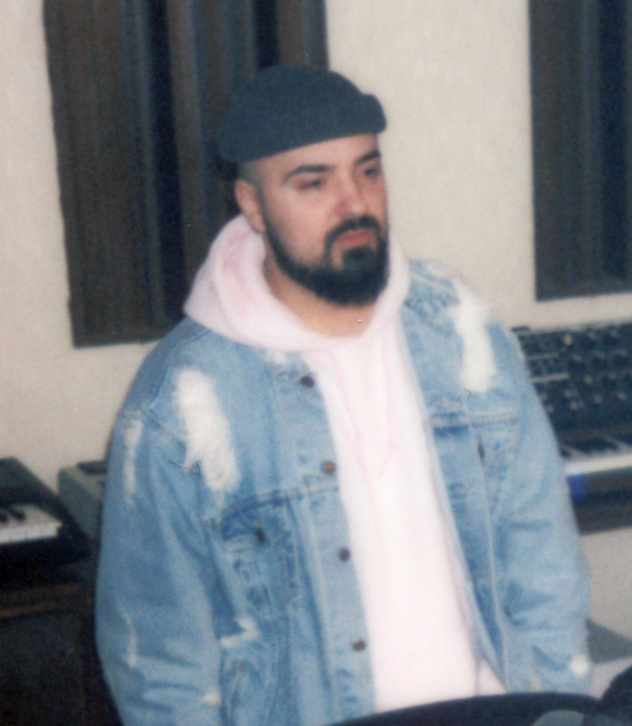
OZ (2019)

OZ (* 11. Januar 1992, bürgerlich Ozan Yıldırım) ist ein Schweizer Musikproduzent türkischer Herkunft aus Wattwil.

## Leben
OZ verbrachte seine Jugend in Wattwil im Toggenburg im Kanton St. Gallen. 2008 begann er hobbymässig mit der Produktion von Beats. Er lud seine Beats im Internet, unter anderem auf der Videoplattform YouTube und auf SoundCloud, hoch, woraufhin er 2012 vom österreichischen Rapper Nazar kontaktiert wurde. Nazar nahm OZ bei seinem Plattenlabel Wolfpack Entertainment unter Vertrag und arbeitete eng mit ihm auf seinen Alben Narkose (2012) und Fakker Lifestyle (2013) zusammen.
2014 schaffte OZ schliesslich den Durchbruch nach Amerika und produzierte für Rap-Grössen wie The Game, Travis Scott und Drake.
Er produzierte außerdem u. a. für Tinashe, Fabolous, Shindy, Bushido, DJ Khaled, Meek Mill, G-Eazy, Chinx, Logic, Jeremih, Dreezy, Gucci Mane, 6lack, Khalid, Quavo, D.R.A.M., Nav, Smokepurpp, Lil Baby, Tory Lanez, Ufo361, Future, Reynmen und AK Ausserkontrolle.
Sein Studio befindet sich in Wald (ZH).

## Internationale Erfolge und Auszeichnungen
Für das 2018 erschienene Lied Sicko Mode, welches es als erster Song von OZ auf Platz 1 der Billboard Hot 100 schaffte, wurde OZ zusammen mit Travis Scott für den Grammy in der Kategorie Bestes Rap-Lied nominiert.
Mit Highest in the Room schaffte es der zweite co-produzierte Song im Jahr 2019 an die Spitze der US-Charts.
Die Online-Musik-Plattform Splice verlieh dem Schweizer Hit-Produzenten 2020 ihren jährlichen Award als „Producer of the year“. Begründet wurde die Auszeichnung durch seine jahrelangen konstanten Leistungen, gekrönt durch den Song Toosie Slide, welchen er eigenständig für Drake produzierte. Der Song führte wochenlang die amerikanischen, irischen, neuseeländischen und britischen Charts an und erreichte 8× Platin-Status.
Zudem arbeitete der gebürtige Schweizer 2020 insgesamt an sechs Songs, die es in die Billboard Hot 100 geschafft haben und zählt somit zu den gefragtesten Hip-Hop-Produzenten international.

## Diskografie

### Singles
- 2020: Morning Sun (mit Shindy)
- 2022: Get the Fuck Out (Ufo361 feat. Lil Gotit & OZ; #1 der deutschen Single-Trend-Charts am 9. Dezember 2022[7])
- 2024: Mylooove (Reezy feat. Oz)

### Produktionen (Auswahl)
- 2012: Nazar – Narkose (Album)
- 2013: Nazar – Fakker Lifestyle (Album)
- 2014: The Game – Really (feat. Yo Gotti, 2 Chainz, Soulja Boy & T.I.) auf Blood Moon: Year of the Wolf
- 2016: Shindy – Dreams (Album)
- 2016: Ali Bumaye – Best Friends (feat. Bushido) und Missgestalten auf Rumble in the Jungle
- 2016: Travis Scott – the ends und outside auf Birds in the Trap Sing McKnight
- 2017: Bushido – Sodom und Gomorrha, Echte Berliner, Fallout, Moonwalk, Geschlossene Gesellschaft, Papa, Ground Zero, Switch Stance, Angst und So lange auf Black Friday
- 2017: Bushido – Phantombild, Cocaine Cowboys und Konsequenz auf Black Friday Bonus EP
- 2017: RIN – Gamma
- 2018: Trippie Redd – UKA UKA, BANG!, Shake It Up, Gore und Missing My Idols auf Life's a Trip
- 2018: 6lack – Cutting Ties
- 2018: RIN – Avirex, Burberry/SuperParisLight, Oldboy, Imodj Ladykiller, XTC, Outro auf Planet Megatron
- 2018: Trippie Redd – Can’t Love, Love Scars 3, A.L.L.T.Y. 3 (feat. Baby Goth), Emani Interlude (feat. Emani22), Wicked, Loyalty Before Royalty und 1400 / 999 Freestyle (feat. Juice Wrld) auf A Love Letter to You 3
- 2019: Shindy – Drama (Album)
- 2019: Travis Scott – Highest In the Room (Single)
- 2020: Aminé – Shimmy (Public Records)
- 2020: Trippie Redd – Let It Out (feat. Myiah Lyanne), The Nether, Excitement (feat. PARTYNEXTDOOR), Red Beam (feat. Sean Kingston) auf Pegasus
- 2020: Future – Life is Good (feat. Drake)
- 2020: Drake – Toosie Slide
- 2020: DJ Khaled – Popstar (feat. Drake)
- 2020: DJ Khaled – Greece (feat. Drake)
- 2020: Shindy – Morning Sun (feat. OZ)
- 2021: Travis Scott – Escape Plan
- 2022: Ufo361 – Ufuk Bayraktar
- 2022: Drake, 21 Savage – On BS
- 2022: Drake, 21 Savage – Treacherous Twins
- 2022: Drake, 21 Savage – Middle of the Ocean
- 2022: Drake, 21 Savage – 3AM on Glenwood
- 2023: Travis Scott – I KNOW
- 2023: Drake – Fear of Heights